# Chafariz do Caminho Novo (Agualva)
O Chafariz do Caminho Novo (Agualva) é um chafariz português localizado na freguesia da Agualva ao concelho da Praia da Vitória, ilha Terceira, Açores e faz parte do Inventário do Património Histórico e Religioso para o Plano Director Municipal da Praia da Vitória, e remonta ao Século XIX.
Trata-se de um chafariz edificado num nicho de um paredão de sustentação, rematado em forma de arco de volta perfeita e assente em impostas.
Foi embutido no muro de sustentação para aproveitamento do espaço circundante libertando a via pública da construção que o mesmo implicava. A parte inferior do chafariz é preenchida por um tanque destinado a bebedouro de animais. Foi construído em cantaria com pedra de cor cinza claro que o destaca do muro de sustentação circundante que foi construído em pedra vulgar e sem qualquer reboco.
Na parte superior do chafariz existe uma cartela em pedra da mesma cor que o restante chafariz onde se lê a inscrição "O. P. / 1875". (Obras Públicas, 1875).